# Cực tiểu Spörer
Cực tiểu Spörer là một khoảng thời gian 90 năm được người ta cho là có hoạt động mặt trời thấp, diễn ra từ khoảng năm 1460 đến năm 1550, do John A. Eddy xác định và đặt tên trong một bài báo xuất bản trên tạp chí Science năm 1976 với tựa đề Maunder minimum. Nó xảy ra trước khi các vết đen Mặt Trời được quan sát trực tiếp và vì thế được phát hiện bằng cách phân tích tỷ lệ cacbon-14 trong các vòng cây, sự kiện có liên quan chặt chẽ với hoạt động của mặt trời. Nó được đặt theo tên của nhà thiên văn học người Đức là Gustav Spörer.

## Thời gian hoạt động của Mặt Trời
| Sự kiện          | Khởi đầu | Kết thúc |
| ---------------- | -------- | -------- |
| Cực tiểu Oort    | 1010     | 1050     |
| Cực tiểu Oort    | 1040     | 1080     |
| Cực đại trung cổ | 1100     | 1250     |
| Cực tiểu Wolf    | 1280     | 1350     |
| Cực tiểu Spörer  | 1460     | 1550     |
| Cực tiểu Maunder | 1645     | 1715     |
| Cực tiểu Dalton  | 1790     | 1830     |
| Cực đại hiện đại | 1950     | 2009     |

Các sự kiện hoạt động mặt trời được ghi lại trong cacbon phóng xạ. Giá trị từ năm 1950 không được hiển thị.

Hoạt động mặt trời theo quy ước được biểu thị dưới dạng đếm số vết đen mặt trời, nhưng biện pháp này chỉ đáng tin cậy trong các giai đoạn sau khi các ghi chép về quan sát vết đen mặt trời được các nhà thiên văn học phương Tây thực hiện thường xuyên. Trong các giai đoạn trước khi ghi lại vết đen mặt trời, hoạt động mặt trời có thể được tìm thấy từ các phương thức đại diện, đáng chú ý nhất là sự sản xuất các đồng vị phóng xạ trong khí quyển Trái Đất do tương tác với các tia vũ trụ được hoạt động mặt trời điều biến. Phương pháp cacbon-14 được Spörer sử dụng để xác định tối thiểu này, sử dụng một thực tế là hoạt động mặt trời cao có tương quan thuận với sự sản xuất cacbon-14 thấp trong khí quyển.
Wilfried Schröder đã công bố một bảng các cực quang đã quan sát trong tối thiểu Spörer, cho thấy chu kỳ mặt trời này là hoạt động tích cực. Tương tự, Miyahara và cộng sự đã tìm thấy chu kỳ mặt trời 11 năm vẫn được phát hiện rõ nét trong hồ sơ cacbon-14 ngay cả trong cực tiểu này. Biên độ của chu kỳ 11 năm dường như chỉ được điều biến từ năm 1455 đến năm 1510.
Jiang và Xu xem xét các hồ sơ về vết đen mặt trời và cực quang từ Trung Quốc trong giai đoạn này và cho rằng cực tiểu từ năm 1450 đến năm 1560 là có vẻ hợp lý. Họ đề xuất thời gian cực tiểu vết đen mặt trời là từ năm 1400 đến năm 1510.

## Tương quan có thể với khí hậu
Giống như cực tiểu Maunder sau đó, cực tiểu Spörer trùng hợp với thời điểm khí hậu Trái Đất lạnh hơn trung bình. Mối tương quan này đã tạo ra các giả thuyết rằng hoạt động mặt trời thấp tạo ra nhiệt độ trung bình toàn cầu mát hơn, mặc dù hai nhà thiên văn học Jiang và Xu chỉ ra rằng trong khi khí hậu trung bình ở Trung Quốc giai đoạn 1430-1520 (bắt đầu sớm hơn một chút so với cực tiểu Spörer) thực sự lạnh hơn thì thời kỳ 1520-1620 sau đó (nửa sau của cực tiểu này) khí hậu lại ấm hơn mức trung bình.
Cơ chế cụ thể mà theo đó hoạt động của mặt trời dẫn đến biến đổi khí hậu vẫn chưa được thiết lập. Một lý thuyết là sự sửa đổi Dao động Bắc Đại Tây Dương là do thay đổi phát xạ đầu ra của mặt trời.